# Cícero Moraes
Cícero André da Costa Moraes (Chapecó, 13 de novembro de 1982) é um designer 3D brasileiro que, através de programas de código aberto como InVesalius e Blender, tornou-se uma referência internacional no campo da reconstrução facial forense.
Os trabalhos do designer acabaram por resultar numa exposição intitulada "Faces da Evolução", na qual consta uma série de 13 painéis com modelos de rostos de hominídeos que já foi exibida no Museu Egípcio e Rosa Cruz, Itália e Peru. No ano de 2013, a revista Scientific American utilizou e creditou um dos trabalhos de Cícero que foi carregado no Wikimedia Commons.
Como palestrante participou de importantes eventos nacionais e internacionais nas áreas de Informática, Arqueologia, Odontologia e Antropologia Legal.
Iniciou os seus estudos de reconstrução facial forense depois de ser vítima de um assalto e reagir a dois ladrões armados. Os trabalhos serviram para abrandar um quadro de depressão surgido após o acontecimento.
Em novembro de 2014 Cícero Moraes recebeu a comenda Colonizador Enio Pipino da Câmara de Vereadores de Sinop, cidade a qual vive atualmente, pela projeção nacional e internacional do município através dos seus trabalhos de reconstrução facial. Também foi eleito por unanimidade como Acadêmico Honorário pela Academia Brasileira de Hagiologia (Abrhagi). Em agosto de 2015 recebeu o título de Cidadão Mato-Grossense, conferido pela Assembleia Legislativa do Estado de Mato Grosso e setembro daquele mesmo ano recebeu o título de membro honorário da Sociedad Peruana de Odontología Legal Forense y Criminalística (SPOLFOC).  Recebeu várias moções de aplausos por sua atuação como pesquisador, professor e 3D designer. Em julho de 2017 foi agraciado com uma honraria concedida pelo Governo da Região de Lambayeque, no Peru, oferecida pelos serviços prestados na reconstrução facial do Senhor de Sipán, no mesmo ano recebeu a Medalha Inca Garcilaso de la Vega pelas suas contribuições à ciência e à história do Peru. Em novembro de 2017 recebeu mais um reconhecimento no Peru oferecido pela Província de Espinar, desta vez pelo trabalho de reconstrução facial da Senhora de K'anamarka.
Responsável pela criação de grande parte dos materiais disponíveis em português do Brasil para o software livre Blender 3D, começou a ministrar cursos sobre Blender 3D na cidade de Ivaiporã, no Paraná.
Em setembro de 2018 recebeu uma honraria do Ministério da Cultura da República Tcheca pelos trabalhos de reconstrução facial de figuras históricas daquele país.
Em abril de 2019 foi agraciado com um reconhecimento da Arquidiocese de Košice pelos trabalhos de reconstrução facial dos seus três santos mártires.
Em 2021 entrou para o Guiness Book com sua equipe pela construção em 3D da primeira prótese no mundo para um Jabuti. O registro é listado na edição de 2022 do livro dos recordes.
Em fevereiro de 2022 a Faculdade Tecnológica de Limoeiro do Norte (FATELL) e a Fundação Cariri (FUNCAR) realizaram solenidade de outorga do título de Doutor Honoris Causa ao professor e pesquisador Cícero Moraes. A titulação é um reconhecimento ao seu relevante trabalho prestado à Ciência como designer 3D.
Em 2023 foi admitido na Mensa e na Intertel, consideradas as principais associações internacionais de superdotados, após verificação de laudo expedido pela doutora Daiane Azevedo, neuropsicóloga paranaense especializada em pessoas com altas habilidades e superdotação (PAH/SD).
Em 2025, devido ao seu quociente de inteligência estimado em 142, foi admitido em três renomadas sociedades de alto QI: a Colloquy High IQ Society, a Poetic Genius Society e a Prudentia High IQ Society, tornando-se o primeiro brasileiro a ingressar nas duas últimas.

## Obras do autor
- Manual de Reconstrução Facial 3D Digital[44]: Trata-se de um ebook gratuito com 425 páginas onde são abordadas desde técnicas básicas de computação gráfica, digitalização 3D por fotos (fotogrametria) até os princípios de reconstrução facial digital utilizando apenas software livre e de código aberto. A obra tem como autor o designer Cícero Moraes e como coautor o Dr. Paulo Miamoto, Cirurgião Dentista e doutor em Odontologia Legal pela Faculdade de Odontologia da Universidade de São Paulo (FO-USP).[45]
- A face de Santa Maria Madalena e a descoberta de São Sidônio[46]: Com a autoria de José Luís Lira e a co-autoria de Cícero Moraes, o livro aborda o processo de reconstrução facial de Santa Maria Madalena a partir de seu suposto crânio, que se encontra ao sul da França.[47]
- OrtogOnBlender - Documentação Oficial.[48]
- Reconstruindo Faces e Vidas.[49]
- OrtogOnBlender - Documentazione Ufficiale.[50]

## Desenvolvimento de Software
- OrtogOnBlender: Add-on para o planejamento de cirurgia ortgonática.[51]
- RhinOnBlender: Add-on para o planejamento de rinoplastia.[52]
- LiberTeeth3D: Add-on para o setup de ortodontia.[53]
- Cork on Blender: Add-on para booleanas complexas no Blender 3D.[54]
- Linux 3DCS: Distribuição Linux voltada para o uso de computação gráfica 3D nas ciências da saúde humana e veterinária.[55]

## Trabalhos

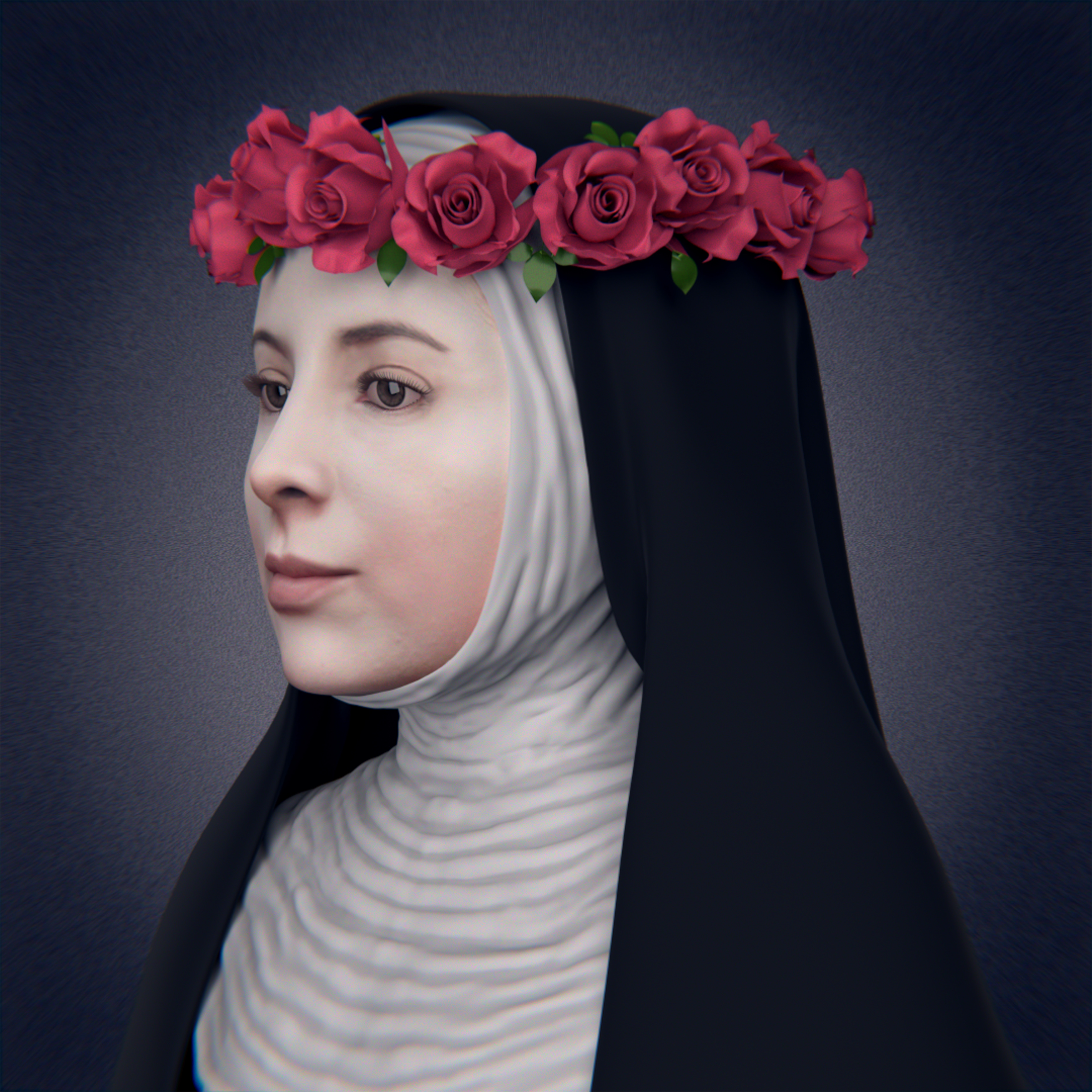
Reconstrução facial de Santa Rosa de Lima

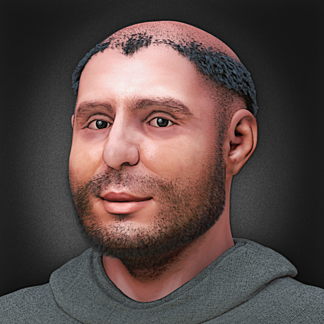
Reconstrução facial de Santo Antônio de Lisboa

Com formação em marketing e cursando pós-graduação em metodologia do ensino superior, Cícero tem dentre as principais reconstruções faciais forenses:
- Tothmea - trabalho utilizando técnicas inéditas, no qual Cícero contou com o apoio do arqueólogo Moacir Santos, do Centro Universitário Campos de Andrade[57]
- Wanra - Em 2013 a mesma equipe que reconstruiu a face de Tothmea apresentou o rosto da múmia andina Wanra. Quando morreu ela contava com aproximadamente 2,5 anos de idade.[58]
- Santo António de Lisboa – A face do santo foi reconstruída no começo de 2014 a pedido do Museu de Antropologia da Universidade de Estudos de Pádua e do Centro Studi Antoniani em parceria com o grupo de pesquisas arqueológicas Arc-Team da Itália.[59][60] A apresentação da face aconteceu em junho de 2014 na cidade de Pádua, onde estão os restos mortais do Santo.[61] A reconstrução digital foi impressa em 3D colorido pelo Centro de Tecnologia da Informação Renato Archer (CTI) em Campinas. Dos três bustos impressos, um foi doado a Basílica do Santo em Pádua,[62] um foi entregue à Diocese de Sinop[63] um à Diocese de Chapecó[64][65] e outro à Diocese de Santos.[66][67][68][69][70]
- Santa Maria Madalena - A reconstrução facial de Maria Madalena foi realizada no início de 2015 numa parceria entre a Equipe Brasileira de Antropologia Forense e Odontologia Legal (EBRAFOL) e a Academia Brasileira de Hagiologia (ABRHAGI). O rosto será apresentado ao público em 19 de julho de 2015 na cidade francesa de Saint-Maximin-la-Sainte-Baume onde se encontra o suposto crânio da santa.[71][72][73][74][75][76][77]
- Mostra "FACCE. I molti volti della storia umana" (Rostos - as muitas faces da história humana) - Inaugurada em Pádua na Itália em 14 de fevereiro de 2015 com encerramento previsto 14 de junho de 2015, a mostra conta com 27 reconstruções faciais desenvolvidas por Cícero Moraes, 5 delas relacionadas a figuras históricas de Pádua e 22 voltadas a evolução humana totalizando 15 espécies diferentes.[78][79]
- Jabuti Fred - Fez parte da equipe responsável pela reconstrução do casco do jabuti Fred que o perdeu em razão de um incêndio ocorrido no cerrado próximo a cidade de Brasília. Modelado em 3D no software Blender o casco foi posteriormente impresso em uma impressora 3D e adaptado ao jabuti durante um processo cirúrgico.[80][81] A última etapa do projeto foi a pintura do casco do Freddy pelo artista brasiliense Yuri Caldeira. Assim que o projeto foi finalizado e apresentado ao público, a notícia rapidamente se tornou um viral, sendo apresentada em sites de TVs norte-americanas,[82][83][84] jornais ingleses e acabou por ser uma notícia publicada em 42 idiomas difertentes.[85]
- Tucano Zeca - Foi o responsável pela modelagem da prótese 3D do tucano Zeca, que havia perdido parte do seu bico ao chocar-se com uma janela de vidro. O procedimento pode ter sido o primeiro do mundo com essa espécie.[86]
- São Martinho de Porres,[87][88][89][90] Santa Rosa de Lima[91][92][93] e São João Macías[94][95][96] - O designer Cícero Moraes faz parte da equipe que está reconstruindo a face dos três santos peruanos mais populares da história.[74][97]
- Caso Odilaine Uglione - Odilaine foi encontrada morta em fevereiro de 2010 e, na época, a polícia concluiu que ela havia cometido suicídio. Após a morte de seu filho Bernardo Boldrini chocar o país em abril de abril de 2014, a mãe de Odilaine, Jussara Uglione, decidiu pedir reabertura do inquérito. Em julho de 2015 Cícero Moraes ministrou uma palestra e compartilhou material didático para os peritos do Instituto-Geral de Perícias de Porto Alegre,[98] apresentando as técnicas utilizadas por ele e equipe para reconstruir faces e cenários em 3D. Munidos dessas informações, peritos criminais das seções de perícias em áudio e imagens (SEPAI) exumaram e reconstruíram o crânio de Odilane Uglione.[99][100][101]
- Tucano Bicolino - Cícero Moraes fez parte de um grupo interdisciplinar formado por profissionais ligados a área de 3D Design, Odontologia e Medicina Veterinária que reconstruiu o bico do tucano Bicolino.[102][103]
- Gansa Vitória - Um ganso sem bico, que foi encontrado em uma praia de Ilha Comprida, no litoral de São Paulo, passou por uma cirurgia para receber uma prótese artificial. A ave estava há 47 dias sem comer sozinha. Essa foi a primeira vez que um exemplar da espécie passou por esse tipo de procedimento. O designer Cícero Moraes foi o responsável pela digitalização e modelagem de uma prótese a partir do remanescente do bico.[104][105][106] A prótese caiu meses depois de colocada e o designer projetou um novo bico com pouco mais de 1/3 do tamanho original, o que garantiu uma boa fixação e oclusão das peças.[107][108][109]
- Madre Paulina - O projeto de reconstrução facial de Madre Paulina, capitaneado pelo hagiólogo José Luís Lira e pela Congregação das Irmãzinhas da Imaculada Conceição, contou com a participação de Cícero Moraes. O objetivo do trabalho foi criar uma imagem da santa que expressasse um leve sorriso, o que contrasta com a seriedade habitual de suas representações conhecidas.[110][111][112] A imagem final foi apresentada em São Paulo[113][114] e em Trento, Itália.[115][116] O busto reconstruído foi impresso em 3D no Centro de Tecnologia da Informação Renato Archer e recebeu pintura da artista plástica Mari Bueno.[117][118][119][120] A revelação aconteceu no Santuário Santa Madre Paulina em Nova Trento (SC), onde três mil pessoas se fizeram presentes.[121][122][123][124][125] Um segundo busto foi impresso para ser entronizado na Capela Sagrada Família e Santa Paulina, em São Paulo.[126][127][128]
- Beata Irmã Ana de los Ángeles - Foi responsável pela reconstrução facial digital da beata. A apresentação do rosto realizou-se no dia 10 de janeiro de 2016 na igreja do Monastério Santa Catarina de Siena, em Arequipa.[129][130][131][132]
- São Vicente de Paulo - No começo de 2016 foi noticiado que a face do santo francês seria reconstruída pelo designer 3D.[133][134][135]
- Arara Gigi – No ano de 2015 uma arara-canindé foi encontrada pela polícia ambiental na cidade de Praia Grande (SP) e prontamente acolhida no Centro de Pesquisa e Triagem de Animais Selvagens (Ceptas) da Unimonte, em Cubatão (SP). Gigi, como foi chamada, apresentava uma lesão no bico que o fazia crescer constantemente, de forma muito semelhante as unhas humana. Uma equipe multidisciplinar formada por médicos veterinários, um cirurgião dentista e um 3D designer foi convocada para tentar recuperar o bico da arara. Cícero Moraes foi o responsável pelo projeto e modelagem do bico em 3D e pela articulação da impressão em titânio junto ao CTI Renato Archer em Campinas (SP).[136] Com a peça pronta a cirurgia foi efetuada no dia 18 de fevereiro de 2016. O procedimento foi coordenado pelos médicos veterinários Dr. Roberto Fecchio, Dr. Rodrigo Rabello, Dr. Matheus Rabello, Dr. Sergio Camargo e pelo Cirurgião Dentista Dr. Paulo Miamoto.[137][138] Cícero Moraes postou as fotografias do pré e pós operatório em sua página do Facebook e em pouco tempo o material viralizou-se sendo replicado e publicado em sites ao redor do mundo e traduzido em 19 idiomas diferentes.[139] A CBS TV, através do programa Inside Edition publicou com exclusividade uma matéria em vídeo a nível mundial, mostrando as primeiras imagens de Gigi já adaptada ao bico, 48 horas depois da cirurgia.[140]
- Araçari Tuc Tuc – Um araçari que estava com o bico quebrado recebeu um implante impresso em 3D, em Sinop, a 503 km Cuiabá. O designer Cícero Moraes foi o responsável pela coordenação dos profissionais que participaram do processo de reconstrução do bico. Além de coordenar o projeto ele também modelou digitalmente a peça que foi colocada no dia 16 de abril de 2016, sendo a primeira cirurgia do mundo feita em um Pteroglosus castanotis. O procedimento foi realizado nas dependências do Hospital Veterinário da UFMT Campus de Sinop. O acontecimento teve ampla repercussão nacional e internacional,[141] sendo acompanhado por uma equipe de TV da França, que se deslocou ao interior de Mato Grosso com o objetivo de documentar projeto.[142][143][144][145] Em maio de 2016 a ARTE TV apresentou uma matéria especial sobre o projeto nos idiomas francês[146] e alemão.[147]
- Tucano Pirata - Em maio de 2016 um tucano que perdera parte do seu bico inferior (gnatoteca) passou por procedimento cirúrgico para a colocação de uma prótese impressa em 3D, modelada por Cícero Moraes.[148] O projeto foi mais uma realização do grupo intitulado "Os Vingadores".
- Cadela Hanna - Uma cadela da raça labrador estava com um dos seus dentes comprometidos. A equipe Animal Avengers procedeu com a confecção de um canal e aproveitaram para criar o primeiro dente impresso em metal (cromo cobalto) no mundo. Pela primeira vez na história a técnica de fotogrametria foi utilizada para escanear uma área tão pequena, na casa dos milímetros.[149][150][151]
- Senhor de Sipán - Em julho de 2016 Cícero Moraes viajou à cidade de Lambayeque no Peru, onde digitalizou o crânio do Senhor de Sipán, um importante rei Moche, morto no ano 200, cuja descoberta da sepultura é considerado um dos grandes momentos da história da arqueologia. De volta ao Brasil, ele foi o responsável por remontar o crânio que se encontrava deformado e todo quebrado. A face reconstruída foi apresentada no dia 20 de setembro de 2016 na cidade de Lima, Peru, durante o VIII Congreso Internacional de Computación y Telecomunicaciones (COMTEL 2016).[152][153][154][155][156][157] Em julho de 2017 uma estátua feita a partir da reconstrução facial foi revelada pelo MInistro da Cultura do Peru durante o 30º aniversário da descoberta da tumba do Senhor de Sipán.[158][159][160]
- São Valentim - O projeto de reconstrução facial de São Valentim iniciou como uma parecia entre o hagiólogo Dr. José Luís Lira e Cícero Moraes. Em outubro de 2016 o Dr. Lira viajou até Roma, onde fotografou o crânio do santo, acondicionado em um relicário presente na Basíica de Santa Maria in Cosmedin. Moraes digitalizou o crânio em 3D e seguiu com os trabalhos de reconstrução. O prazo inicial para a apresentação da face foi fixado para fevereiro de 2017[161][162] e de fato, aconteceu nos dias 13 e 14 daquele mês.[163][164][165] O primeiro busto impresso em 3D foi apresentado na cidade de São Valentim do Sul (RS).[166][167]
- O "vampiro" de Čelákovice - No ano de 1966, enquanto escavavam um terreno para uma obra de tubulação, alguns construtores da cidade tcheca de Čelákovice se depararam com restos humanos. Depois de um estudo prévio, arqueólogos foram chamados e revelaram um cenário inusitado. Encontraram 11 tumbas atípicas, contendo 14 corpos, enterrados com claros sinais de antivampirismo. Segundo documentação, algumas cabeças poderiam ter sido decepadas e parte dos corpos foram enterrados de bruços, com as mãos  e pés aparentemente amarrados. Com o tempo e a evolução das pesquisas, soube-se que se tratava de um cemitério reservado a excluídos sociais. Para comemorar os 50 anos da descoberta, o museu Městské contratou Cícero Moraes para reconstruir a face do “vampiro” de Čelákovice. Auxiliado pelos dados antropológicos fornecidos pelos especialistas tchecos e pela consultoria do perito do IML do Rio de Janeiro, o Dr. Marcos Paulo Salles Machado, o designer finalizou a face em poucos dias, sendo esta apresentada ao mundo em 28 de outubro de 2016.[168][169][170]
- Prótese facial humana - Auxiliou especialistas da Universidade Paulista (UNIP) no desenvolvimento de técnica baseada em software livre e gratuito para a modelagem de próteses faciais humanas com auxílio de impressão 3D. O convite para participar do grupo de pesquisas partiu do Dr. Rodrigo Salazar-Gamarra, cirurgião dentista especializado em próteses faciais humanas. O projeto contou ainda com o aporte do CTI Renato Archer e da Universidade de Illinois, em Chicago.[171][172][173][174][175]
- Gufan - Em janeiro de 2017, um projeto do designer junto ao Museu Paranaense, em Curitiba, reconstruiu a face de Gufan, um brasileiro de 2000, cujo crânio fora encontrado em 1954 na cidade de Prudentópolis (PR).[176][177][178][179] A face foi apresentada no dia 24 de janeiro nas dependências do Museu Paranaense, em Curitiba.[180][181]
- Diarum - Em maio de 2017 o rosto de um indivíduo pertencente ao grupo conhecido como Homem de Lagoa Santa foi apresentado na cidade de Lagoa Santa (Minas Gerais).[182][183][184]
- Corvo Giada - Foi o responsável pelo projeto e modelagem da prótese do bico superior do corvo Giada, na Itália. A cirurgia foi efetuada pelo Dr. Lorenzo Crosta, em Milão.[185][186]
- Apiuna - Em junho de 2017 o designer apresentou outra face do grupo pertencente ao Homem de Lagoa Santa em um trabalho conjunto com o Museu da Lapinha, sob curadoria da historiadora Erika Bányai. Dessa vez foi o fóssil conhecido como Apiuna, de 10.000 anos. O trabalho teve ampla repercussão internacional.[187][188]
- Vítima da erupção do vulcão Vesúvio em 79 d.C. - Em um trabalho conjunto com arqueólogos italiano, Cicero Moraes reconstruiu a face de uma vítima do vulcão Vesúvio que teve o seu crânio explodido durante a erupção de 79.[189]
- Senhora de K'anamarka - No ano de 2004 ao fazer escavações no Sítio Arqueológico de K'anamarka, na província de Espinar, Peru, o arqueólogo Marco del Pezo encontrou o que seriam os restos mortais de uma sacerdotisa. Esse crânio foi digitalizado em 2017 pelo Departamento de Antropologia Física do Ministério da Cultura do Peru, Direção Desconcentrada de Cusco e o rosto, reconstruído pelo designer Cicero Moraes, foi apresentado em julho daquele ano.[190][191][192][193][194][195]

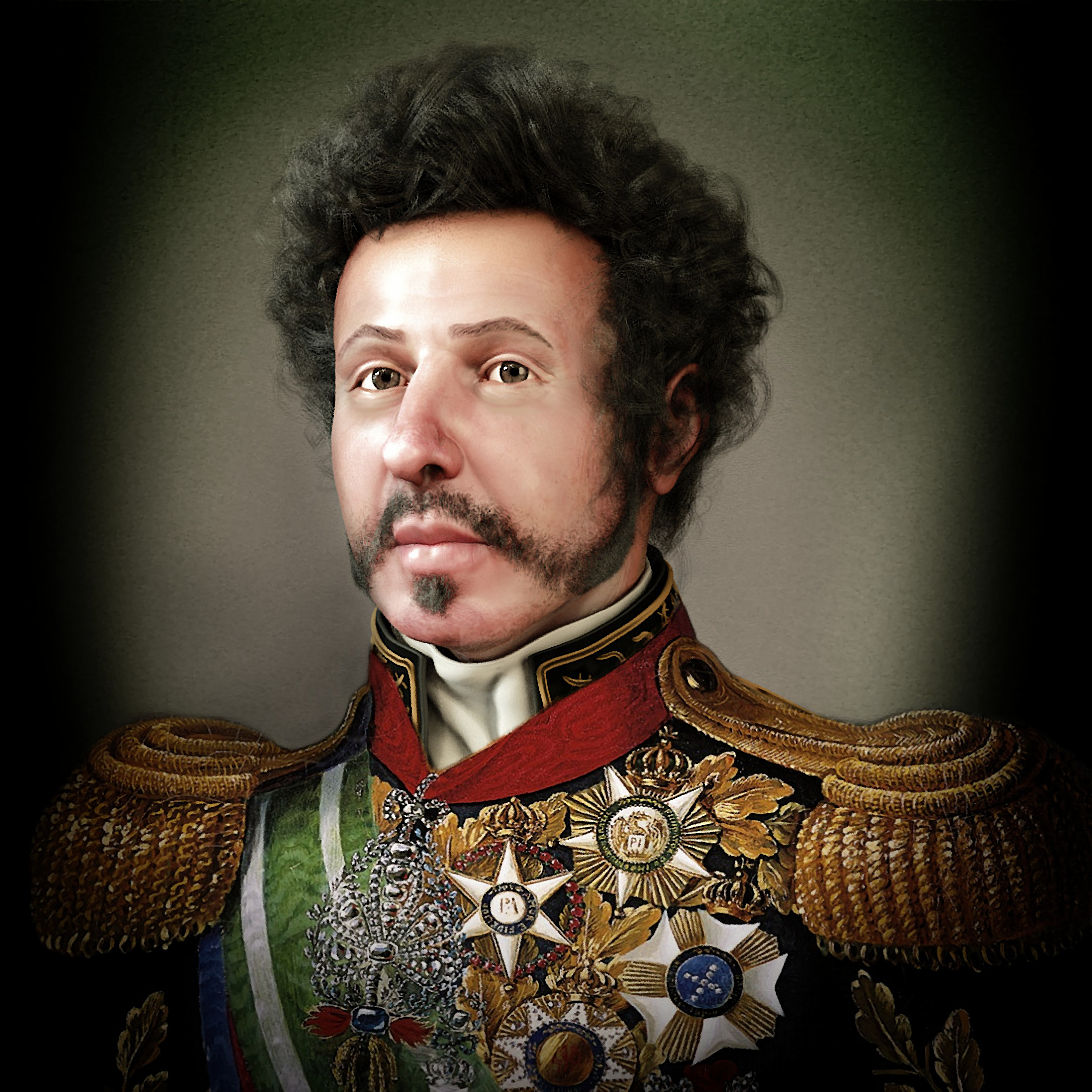
D. Pedro I do Brasil reconstituído em 2018

- A senhora dos quatro tupus - Trata-se de uma integrante da elite da civilização de Caral, cujo corpo encontrado em 2016 esteve entre as dez maiores descobertas arqueológicas do ano.[196] A reconstrução facial da dama, efetuada pelo 3D designer foi apresentada ao mundo em outubro de 2017.[197][198][199][200]
- Indígena mato-grossense de mil anos - Trabalho desenvolvido junto a UNEMAT,[201] o indígena pertencia a etnia Xarayes e teria vivido na região de Descalvados, em Cáceres, no século X.[202][203][204]
- São Valentim de Monselice - Foi contratado pelo Museu da Universidade de Pádua para reconstruir a face de São Valentim de Monselice.[205][206][207]
- Jesus - A pedido da BBC Brasil, modelou a face que poderia ser de Jesus, utilizando como parâmetro a população regional de onde o mesmo viveu.[208][209][210]
- D. Pedro I - Reconstruiu a face do primeiro imperador brasileiro. A versão digital do trabalho foi apresentada em abril de 2018[211][212][213][214][215] e um busto impresso em 3D e pintado pela artista plástica Mari Bueno foi apresentada em setembro de 2018.[216][217][218]
- O Flautista de 2000 anos - Em um trabalho conjunto com a Unicap de Recife, revelou a face de um músico morto 500 anos antes da descoberta do Brasil.[219][220][221][222]
- O Sambaqui de 5000 anos - Reconstruiu a face de um crânio de 5000 anos encontrado em Santa Catarina e doado ao IPHAN do Distrito Federal.[223][224]
- Zdislava de Lemberk - O projeto foi resultado de uma colaboração internacional envolvendo o 3D designer brasileiro, o geofísico Jiří Šindelář, o comandante da Comenda de S. Zdislava Augustin Andrle Karel Sylor e a Diocese de Litoměřice.[225][226][227][228]
- O Rondoniense de 3000 anos - Trata-se de um dos vários crânios humanos encontrados em áreas de garimpo nas margens do Rio Madeira, entre o Porto do Cai n’Água até o Belmonte. O material foi coletado por arqueólogos e garimpeiros e atualmente faz parte do acervo do Museu da Memória Rondoniense (MERO).[229][230][231][232]
- A Eva de Naharon - Reconstruiu a face do fóssil humano mais antigos das Américas com 13.600 anos em uma parceria com o Instituto Nacional de Antropología e Historia (INAH) do México.[233][234][235]
- Judite da Turingia - Reconstruiu a face da rainha tcheca, esposa de Ladislau II da Boémia.[236][237][238][239]
- A "Avó" dos Uruguaios - Em um trabalho conjunto com o Museu de Arte Precolombino e Indígena (MAPI), o XIV Congreso de la Sociedad Latinoamericana de Rehabilitación Buco Maxilo Facial e a Universidad de la República (UdelaR), reconstruiu a face de um crânio de 1600 anos que ficou conhecido como "A Avó dos Uruguaios".[240][241][242][243][244][245][246]
- A Jovem de Tábor - Reconstruiu a face de uma jovem de mais ou menos 19 anos morta há 400 anos. Os ossos foram encontrados em 2018 durante a construção de uma piscina em uma residência localizada na cidade de Tábor, República Tcheca.[247][248]
- A Húngara de 900 Anos - Foi reconstruída a partir de um crânio encontrado na cidade de Pusztaszentlászló e contou com a participação da Embaixada e do Consulado Geral da Hungria. A face foi apresentada em palestra durante a Campus Party 2019, em São Paulo.[249][250]
- Tothmea+6 - O projeto foi uma parceria entre o Museu Egípcio Rosacruz, o 3D designer Cícero Moraes e o arqueólogo Moacir Santos. Buscou-se com ele reconstruir a face da múmia Tothmea seis anos depois da primeira aproximação facial forense apresentada seis anos antes, em 2013.[251][252][253]
- Os Três Mártires de Kosice - Reconstruiu a face dos três mártires de Kosice (Eslováquia): S. Marko Krizin, S. Melchior Grodziecki e S. István Pongrácz. O projeto foi uma parceria da Diocese de Kosice com o arqueólogo tcheco Jiří Šindelář.[35][254][255]
- Pseudo Sófocles - Reconstruiu a face de um crânio originalmente atribuído a Sófocles, mas que durante as pesquisas mostrou-se incompatível com as informações conhecidas do dramaturgo grego sendo consideravelmente mais jovem. O trabalho fez parte de uma projeto desenvolvido pelo Fapab (Centro Internacional de Pesquisa para o Estudo da Antropologia Forense, Paleopatologia e Bioarqueologia de Avola, na Itália).[256][257][258]
- Homem de Mondeval - Reconstruiu a face do Homem de Mondeval, conhecido como Valmo, um Cro-Magnon de 7.500 anos encontrado em 1987 na Itália.[259][260]
- Iret Neferet - Foi o responsável pela reconstrução facial da múmia egípcia Iret neferet em um projeto desenvolvido pela Pontifícia Universidade Católica do Rio Grande do Sul (PUC RS).[261][262][263][264][265]
- A Potiguar pré-Colonial - Em um projeto desenvolvido pelo Museu Câmara Cascudo de Natal, foi o responsável pela reconstrução facial de um crânio potencialmente pertencente ao período pré-colonial do Rio Grande do Norte.[266][267]
- A "Mulher do Vau" - Trata-se de um crânio arqueológico que se encontra sob os cuidados do Instituto Goiânio de Pré-História e Antropologia (IGPA).[268]
- A Múmia de Módena - Foi responsável pela reconstrução da múmia de uma criança egípcia pertencente ao acervo do Museu de Módena, Itália.[269]
- Catarina de Gênova - Reconstruiu a face da santa italiana em uma parceria com o grupo de pesquisas italiano Arc-Team e o Museo Beni Culturale Cappucchini (Gênova).[270][271]
- No ano de 2021 Cicero Moraes e uma equipe internacional apresentaram a face de Santa Ludmila da Boêmia, recebendo grande atenção midiática na República Tcheca[272]. No entanto, alguns especialistas da Academia de Ciências da República Tcheca e da Universidade Massaryk se opuseram ao trabalho, alegando que a equipe não contava com publicações revisadas por pares em bons jornais acadêmicos e que a ausência da parte frontal do crânio não permitiria tal aproximação[273]. Moraes e equipe responderam às críticas com um artigo revisado por pares, abordando o trabalho de reconstrução facial, que foi publicado no journal acadêmico Digital Applications in Archaeology and Cultural Heritage [274].
- Em 2023 Cicero Moraes e Moacir Santos apresentaram a reconstrução facial de Nazlet Khater 2, um crânio de 35.000 anos encontrado no Egito nos anos 1980[275]. Após uma ampla repercussão internacional, o Ministério do Turismo e das Antiguidades do Egito e outras personalidades como o egiptólogo Zahi Zawass[276] criticaram fortemente o trabalho, alegando que não foram seguidos parâmetros científicos e insinuando oposição a ancestralidade negra africana dos restos[277]. Moraes respondeu com um documento público indicando que todos os parâmetros científicos haviam sido seguidos e o passo-a-passo do processo foi detalhado, além dos dados acerca da ancestralidade, ou seja, de que se trataria de um africano negro, não foi levantado por ele e seu parceiro de pesquisa, mas pelos especialistas que estudaram o esqueleto de Nazlet Khater 2 nos anos 1980[278].

- No ano de 2024 Moraes e uma equipe internacional apresentaram o rosto de Amenhotep III[279]. Frente a repercussão internacional um grupo de influenciadores de uma corrente afrocentrista em relação ao Egito Antigo, alegaram que a aproximação facial do faraó continha fortes elementos eurocentristas, chegando ao ponto de um dos influenciadores fazer uma sequência de 6 lives somando mais de 10 horas de conteúdo. Cicero Moraes respondeu às investidas com um documento público[280] e posteriormente o trabalho de aproximação de Amenhotep III foi revisado por pares e publicado no prestigiado journal acêmico Clinical Anatomy[281].

- Ainda no ano de 2024, Cicero Moraes e equipe apresentaram uma série de aproximações relacionadas com múmias do Egito Antigo, recorrendo a dados publicados pelos especialistas egípcios Sahar Seelam e Zahi Hawass, como Seqenenre Taa II[282], Amenhotep I[283] e Ramsés II[284]. Frente a ampla repercussão dos trabalhos, Hawass e Saleem reagiram alegando que os trabalhos de Moraes não eram científicos, que ele não teria o direito de proceder com os trabalhos e que teria recebido incentivo de grupos afrocentristas, além afirmarem que fariam uma campanha internacional para denunciar tais trabalhos[285]. Moraes respondeu aos críticos com uma refutação científica pública, onde demonstrou que além de seguir os parâmetros científicos, teria o direito de utilizar os dados fornecidos pelos autores uma vez que os artigos utilizados como base haviam sido publicados sob licença Creative Commons, quando as imagens já não estavam sob domínio público; além disso Moraes alegou que ele próprio havia sido revisor de um dos artigos da Dra. Saleem, publicador pela editora Elsevier, denotando familiaridade com o meio acadêmico[286]. A mídia árabe repercutiu a disputa e desde então as investidas dos egípcios em relação ao trabalho de Moraes cessaram[287].

- Próximo ao final do ano de 2024, Cicero Moraes e uma equipe de pesquisadores apresentaram o rosto de Jan Žižka, uma general tcheco bastante popular na história daquele país. Frente à ampla cobertura nacional dos trabalhos[288] o Instituto de Arqueologia da Academia de Ciências da República Tcheca (IAP/CAS) reagiu com uma Declaração pública, criticando fortemente a reconstrução facial, alegando que a mesma não poderia ter sido efetuada frente a grande ausência de ossos na região da face, que os autores teriam utilizado de manobras populistas para promocionar o trabalho, que o método utiizado não seria cientificamente adequado e que a imprensa deveria parar de propagar tais trabalhos[289]. Moraes respondeu ao IAP/CAS com um documento público onde refutou todos os pontos levantados pelo instituto, além de evidenciar que os autores, auto declarados autoridades, sequer teriam conhecimento no campo da aproximação facial forense e que as motivações da declaração expedida teriam sido pessoais, visando atacar a honra dele e de outros pesquisadores, pois membros da Academia de Ciência da República Tcheca já teriam tentado manchar a sua reputação há alguns anos antes, motivados pelo sucesso midiático de outras reconstruções faciais apresentadas no país[290]. Além da nota, Moraes e equipe também publicaram um artigo acadêmico revisado por pares acerca da reconstrução facial de Jan Žižka, reforçando o argumento de que seguiram todos os parâmetros acadêmicos e científicos esperados para tal abordagem[291].

- Em julho de 2025, o Monitor do Debate Político no Meio Digital, vinculado ao CEBRAP e coordenado por professores da USP, publicou um relatório afirmando que a manifestação de esquerda "Congresso Inimigo do Povo" (10/07/2025) na Avenida Paulista, com 15.100 participantes, superou numericamente a manifestação pró-Bolsonaro de 29/06/2025, com 12.400 pessoas. A alegação, amplamente divulgada pela mídia, foi contestada pelo designer forense Cicero Moraes, que, ao replicar a contagem com o mesmo algoritmo (P2PNet) e fotos aéreas, obteve 9.517 pessoas para 29/06 e 8.932 para 10/07. Moraes destacou falhas metodológicas, como links quebrados, ausência de dados de treinamento e falta de validação com contagens reais, sugerindo que as margens de erro indicavam um empate entre os eventos. Após as críticas de Moraes, enviadas ao Poder360[292], o Monitor ajustou seu relatório, reconhecendo o empate, mas sem creditar a revisão. O artigo de Moraes, publicado como preprint em 21/07/2025[293], alcançou ampla repercussão[294], levantando debates sobre a confiabilidade do Monitor e possíveis vieses.

- No final de julho de 2025, o artigo intitulado Image Formation on the Holy Shroud—A Digital 3D Approach foi publicado no periódico Archaeometry[295], da Wiley, em colaboração com a Universidade de Oxford. Escrito por Moraes, o estudo utiliza simulações digitais em 3D para analisar a formação da imagem no Santo Sudário de Turim. O autor compara as marcas resultantes do contato de um tecido com um corpo humano tridimensional e com um baixo-relevo, concluindo que as impressões deixadas por um corpo humano apresentavam deformações significativas, enquanto as marcas produzidas por um baixo-relevo eram mais consistentes com o padrão de imagem observado no Sudário, sugerindo compatibilidade com técnicas de arte tumular medieval. O estudo recebeu ampla cobertura da mídia internacional, gerando intensa repercussão[296][297][298]. A notoriedade do artigo levou a Diocese de Turim, responsável pela guarda do Santo Sudário, a emitir um comunicado oficial expressando preocupações com os resultados apresentados[299]. A análise técnica foi delegada ao Centro Internazionale di Studi sulla Sindone (CISS), que publicou uma crítica contundente ao artigo, questionando sua metodologia e conclusões[300]. Em resposta, Moraes refutou as críticas, apontando que o comunicado do CISS continha equívocos, incluindo a confusão de trechos de reportagens jornalísticas com o conteúdo do artigo acadêmico, além de não abordar diretamente o escopo da pesquisa[301]. Notavelmente, em menos de 15 dias após sua publicação, o artigo alcançou a segunda posição entre 1.121 publicações como o material mais influente já publicado no Archaeometry, conforme métricas de impacto do periódico[302].